# Oberharz
Koordinaten: 51° 49′ 0″ N, 10° 22′ 0″ O

Flagge des Oberharzes

Als Oberharz im engeren Sinn wird der nordwestliche Teil des deutschen Mittelgebirges Harz bezeichnet, der sich in Niedersachsen auf einer Höhe bis etwas über 700 m erstreckt. Entwässert wird dieser Teil des Harzes über Söse, Innerste und Grane sowie obere Oker und Abzucht. Nach Südosten begrenzt wird der Oberharz durch die Acker-Bruchberg-Brocken-Linie. In einem weiteren Sinn wird jedoch auch Sankt Andreasberg oder der etwas weiter östlich liegende, teilweise zu Sachsen-Anhalt gehörende Hochharz mit dem Brockenmassiv dazu gezählt, der Höhen über 800 m ü. NHN und auf dem Gipfel des Brockens maximal 1141,2 m Höhe erreicht.

## Geografie
Im historischen Sinne bezieht sich die Bezeichnung Oberharz auf die sieben Oberharzer Bergstädte (Clausthal, Zellerfeld, Andreasberg, Altenau, Lautenthal, Wildemann und Grund) im heutigen Land Niedersachsen. Dieses Gebiet war jahrhundertelang durch sehr ergiebigen Silberbergbau geprägt und zeichnet sich durch eine eigene Mundart aus (s. u.). Es basiert also primär auf den geologischen Gegebenheiten der Region um Clausthal-Zellerfeld (Clausthaler Kulmfaltenzone), erstreckt sich auf den nordwestlichen Harz und wird im Osten von der Sösemulde und dem Acker-Bruchberg-Zug begrenzt. Das Bergbaurevier Sankt Andreasberg nimmt hierbei eine Sonderstellung ein, da es sich östlich des Bruchberges befindet. Vor allem der Oberharzer Bergbau hat die Gegend nachhaltig geprägt und seine Spuren in den Orten und Landschaften hinterlassen (siehe z. B. Oberharzer Wasserregal). In Clausthal-Zellerfeld, zur Blütezeit des Bergbaus auch als „Hauptstadt des Oberharzes“ (Max Biffart: Deutschland: Sein Volk und seine Sitten) bezeichnet, hatte ebenfalls die Samtgemeinde Oberharz ihren Sitz.

„Der westlich vom Brocken liegende im geographischen Sinn als Oberharz bezeichnete Theil des Gebirges zerfällt in berg- und hüttenmännischer Hinsicht in den Oberharz, d. h. das Plateau von Clausthal, mit dieser Stadt und Zellerfeld und den Bergstädten Altenau, Lautenthal, Wildemann, Grund und Andreasberg, und den Communion-Unterharz, d. h. den Rammelsberg bei Goslar und den Hütten welche die Erze desselben verarbeiten, und am nördlichen Fusse des Gebirges, bei Ocker, Langelsheim usw. liegen. […] Der eigentliche Oberharz, jetzt ein Theil des preussischen Staats und den Bezirk des Oberbergamts Clausthal bildend, ist das Gebiet westlich vom Bruchberge im Devon und Kohlengebirge aufsätzenden Gänge, welche in gewisse Gruppen oder Gangzüge vertheilt sind.“

Eine andere Einteilung in Ober- und Unterharz bezieht sich auf die Funktion des Harzes als natürliche Wasserscheide. Demnach nennt man Oberharz, „indem man den Brocken als Centralpunkt annimmt, alles, was ihm im W[esten], Unterharz, was demselben im O[sten] liegt. […] Was von den westlichen Gebirgen abläuft, gehört zum Stromgebiete der Weser, was von den östlichen, zu dem der Elbe.“ (Johann Samuel Ersch, Johann Gottfried Gruber: Allgemeine Encyclopädie der Wissenschaften und Künste) Auch Heinrich Heine verwendet bereits bei seiner Harzreise 1824 den Brocken als Trennungspunkt und vermerkt, dass der „„Unterharz“, wie man die Ostseite des Brockens nennt, im Gegensatz zur Westseite desselben, […] „Oberharz“ heißt“ (Heinrich Heine: Die Harzreise). Diese Definition vergrößert den „montanen“ Oberharz ostwärts ungefähr an die Landesgrenze zu Sachsen-Anhalt, so dass etwa Braunlage oder Hohegeiß ebenfalls zum Oberharz gezählt werden können, genauso wie die hochgelegenen Bergzüge:

„Der Oberharz umfaßt die etwa 2000 Fuß erhabenen Plateaus von Clausthal und Andreasberg und die fast doppelt so hohen Rücken und Gipfel des sogenannten Acker- und Bruchberges und des Brockens […].“

Östlich davon schließt sich der etwas niedrigere und in Richtung Osten sanft auslaufende Unterharz an. Als Hochharz wird die nur wenig besiedelte Region um den Brocken (1141 m), Bruchberg, Wurmberg, Torfhaus und Acker bezeichnet, die höher als 800 m liegt. Der Hochharz umfasst dabei den größten Teil des Nationalparks Harz.

## Oberharzer Mundart
Eine Besonderheit des Oberharzes ist bzw. war die Oberharzer Mundart. Im Unterschied zu den ostfälischen, elbostfälischen und thüringischen Mundarten des Umlandes handelt es sich hier um eine erzgebirgische Mundart, die auf die Ansiedlung von Bergleuten im 16. Jahrhundert zurückgeht.
Die Oberharzer Mundart beschränkt sich auf wenige Orte und stellt somit eine Sprachinsel im Harz dar. Die bekanntesten sind Altenau, Sankt Andreasberg, Clausthal-Zellerfeld, Lautenthal und Hahnenklee. Heute hört man im Oberharz die Mundart im täglichen Leben nur noch wenig. Hauptsächlich Angehörige der älteren Generationen beherrschen sie noch, so dass zur Aufrechterhaltung in den Zeitungen (bspw. im Lokalteil der Goslarschen Zeitung) gelegentlich Artikel in Oberharzer Mundart abgedruckt werden.
Zur Verdeutlichung folgt der Refrain eines Sankt Andreasberger Heimatliedes:
Eb de Sunne scheint, ebs stewert, schtarmt, ebs schneit,
bei Tag un Nacht ohmds oder frieh
wie hämisch klingst de doch
du ewerharzer Sproch
O Annerschbarrich wie bist de schien.

## Bräuche und Tradition
- Osterfeuer: Im Oberharz werden die Osterfeuer mit Hilfe eines hölzernen Gestells aufgebaut, in dessen Mitte sich eine Fichte befindet. Diese überragt die mit Reisig und Fichtengrün beschichtete Holzkonstruktion um mehrere Meter. Traditionell werden die Besucher „geschwärzt“, also mit dem Ruß der Holzkohle das Gesicht gefärbt. In Wildemann werden beim Osterfeuer außerdem über drei Meter lange Osterfackeln geschwungen.
- Kurrende: Zu den Zeiten des Bergbaus zogen vor allem die 10- bis 18-jährigen Pochjungen mit der Kurrende (in schwarzen Mänteln und Hüten) durch die Straßen, um sich mit dem Singen einen geringen Nebenverdienst zu schaffen. Die Pochjungen arbeiteten ab dem zehnten – später vierzehnten – Lebensjahr in den Pochwerken und trennten dort die Erze vom tauben Gestein (12 Arbeitsstunden). Erst mit dem 18. Geburtstag durften sie die bergmännische Ausbildung durchlaufen und in den Bergwerken arbeiten. Die Kurrende wurde nach dem Niedergang des Bergbaus auf dem Oberharz noch einige Jahre von den meist kirchlichen Chören aufrechterhalten. Heute tritt die Singgemeinschaft der Martini-Gemeinde in Sankt Andreasberg als letzte Kurrende im Oberharz an bedeutenden Feiertagen in der traditionellen Kleidung auf.
- Das Bergdankfest der Bergleute dient traditionell dazu, Gott für das vergangene Jahr zu danken, der durch Unfälle im Bergbau gestorbenen Bergleute zu gedenken und für ein weiteres erfolgreiches Bergjahr zu beten. Es findet jährlich am Samstag vor Rosenmontag statt, beginnt mit einem Festumzug, der zu einem (heute ökumenischen) Gottesdienst führt. Nach dem Gottesdienst begeben sich die meisten Bergleute zum Schärperfrühstück zum Beisammensein. Bis in die 1970er Jahre war das Bergdankfest eine rein männliche Angelegenheit, heute sind auch Frauen bei Umzug, Kirche und Schärper zugelassen und das Fest hat in den meisten ehemaligen Bergstädten immer noch eine hohe Bedeutung.
- Der Johannistag wird am 24. Juni jeden Jahres gefeiert. Vermutlich wurde er von den einwandernden Bergleuten aus dem Erzgebirge mit eingeführt. Es werden grüne Fichten mit Wiesenblumen und Eierketten geschmückt und in den Straßen aufgestellt. Die Kinder und Jugendlichen ziehen von Baum zu Baum durch die Straßen. Es gibt Kaffee, Kakao und Kuchen. Man tanzt zu volkstümlichen Weisen um den Johannisbaum. Dabei ertönt der Gesang „Tripp, Trapp Käse-Napp, heute ist Johannistag“. Abends gibt es ein gemeinsames Fest der Erwachsenen. Teilweise treffen sich auch heute noch Nachbarschaften zum gemeinsamen Fest auf der Straße.

## Konflikt Oberharz
Die damalige Stadt Elbingerode und die damaligen Gemeinden der Verwaltungsgemeinschaft Brocken-Hochharz im Landkreis Harz schlossen sich zum 1. Januar 2010 im Rahmen einer Gebietsreform in Sachsen-Anhalt zu einer Einheitsgemeinde zusammen, die den Namen „Stadt Oberharz am Brocken“ trägt. Gegen diese Namensgebung gibt es heftige Proteste aus der damaligen Samtgemeinde Oberharz in Niedersachsen. Diese begründet ihre Proteste einerseits damit, dass die Verwechselungsgefahr bei den weitgehend gleichen Namen groß sei. Des Weiteren sei das betreffende Gebiet nie dem Oberharz zugehörig gewesen, sondern sei Teil des Unterharzes und liege auch nicht „am Brocken“. Nachdem in einem ersten Eilverfahren die Samtgemeinde Oberharz unterlag, gab diese im April 2010 bekannt, dass sie nunmehr eine erneute Klage im Hauptverfahren gegen die Namensgebung der Unterharzer Gemeinde einreichen werde.
Das Verwaltungsgericht Magdeburg wies im Juli 2011 die Klage der „Samtgemeinde Oberharz“ wegen einer Namensverletzung erneut zurück. Ein vorangegangener Antrag der Samtgemeinde auf Erlass einer einstweiligen Anordnung wurde vom Verwaltungsgericht abgelehnt. Die dagegen eingelegte Beschwerde beim Oberverwaltungsgericht des Landes Sachsen-Anhalt blieb ohne Erfolg.